# Mert Günok
Fehmi Mert Günok (1 marca 1989 w Karabüku) – turecki piłkarz, grający na pozycji bramkarza w tureckim klubie Beşiktaş JK oraz w reprezentacji Turcji.

## Kariera klubowa
Swoją karierę piłkarską Mert Günok rozpoczął w klubie Kocaelispor. W 2001 roku podjął treningi w Fenerbahçe SK. W 2009 roku awansował do kadry pierwszej drużyny. 15 sierpnia 2010 zadebiutował w tureckiej lidze w wygranym 4:0 domowym meczu z Antalyasporem. W Fenerbahçe stał się rezerwowym bramkarzem dla Volkana Demirela. W sezonie 2010/2011 wywalczył z Fenerbahçe mistrzostwo Turcji, a w sezonie 2011/2012 zdobył z tym klubem Puchar Turcji. W sezonie 2012/2013 ponownie zdobył krajowy puchar, a w sezonie 2013/2014 został mistrzem kraju.
Latem 2015 Mert Günok przeszedł do Bursasporu, po tym jak Fenerbahçe nie przedłużyło wygasającego kontraktu z nim. W ciągu dwóch lat zagrał 20 meczów ligowych w barwach drużyny z Bursy. W 2017 rok mając kontrakt ważny jeszcze przez rok zdecydował się na przenosiny do İstanbul Başakşehir. W pierwszym sezonie występował jedynie w Pucharze Turcji i Lidze Europy, jednak od sezonu 2018/2019 stał się podstawowym bramkarzem w drużynie. W sezonie 2019/2020 wywalczył z klubem mistrzostwo Turcji. 
W 2021 został piłkarzem Beşiktaşu JK.
| Sezon   | Klub                | Kraj   | Rozgrywki | Mecze | Bramki |
| ------- | ------------------- | ------ | --------- | ----- | ------ |
| 2008/09 | Fenerbahçe SK       | Turcja | Süper Lig | 0     | 0      |
| 2009/10 | Fenerbahçe SK       | Turcja | Süper Lig | 0     | 0      |
| 2010/11 | Fenerbahçe SK       | Turcja | Süper Lig | 3     | 0      |
| 2011/12 | Fenerbahçe SK       | Turcja | Süper Lig | 2     | 0      |
| 2012/13 | Fenerbahçe SK       | Turcja | Süper Lig | 6     | 0      |
| 2013/14 | Fenerbahçe SK       | Turcja | Süper Lig | 5     | 0      |
| 2014/15 | Fenerbahçe SK       | Turcja | Süper Lig | 9     | 0      |
| 2015/16 | Bursaspor           | Turcja | Süper Lig | 20    | 0      |
| 2016/17 | Bursaspor           | Turcja | Süper Lig | 0     | 0      |
| 2017/18 | İstanbul Başakşehir | Turcja | Süper Lig | 0     | 0      |
| 2018/19 | İstanbul Başakşehir | Turcja | Süper Lig | 34    | 0      |
| 2019/20 | İstanbul Başakşehir | Turcja | Süper Lig | 33    | 0      |
| 2020/21 | İstanbul Başakşehir | Turcja | Süper Lig | 21    | 0      |

## Kariera reprezentacyjna
Mert Günok występował w młodzieżowych reprezentacjach Turcji na wielu szczeblach wiekowych. 24 maja 2012 zadebiutował w dorosłej reprezentacji w wygranym 3:1 towarzyskim meczu z Gruzją, rozegranym w Salzburgu.